# Bremen-Liga
Die Bremen-Liga, von 2017 bis 2019 offiziell Stark Bremen-Liga, gelegentlich auch Oberliga Bremen genannt, ist die höchste Spielklasse des Bremer Fußball-Verbandes, welcher für das Gebiet der Städte Bremen und Bremerhaven zuständig ist. Auch Vereine aus dem niedersächsischen Umland können in ihr spielen. Zusammen mit elf weiteren Oberligen bildet die Bremen-Liga die fünfthöchste Stufe im Ligasystem in Deutschland.

## Überblick

### 1947–1949
Zwischen 1947 und 1949 wurde in Niedersachsen und Bremen ein gemeinsamer Spielbetrieb durchgeführt. Die Vereine aus Bremen und Bremerhaven spielten in der Staffel Bremen der fünfgleisigen Landesliga Niedersachsen zusammen mit niedersächsischen Vereinen aus dem weiteren Umland.

### 1949–1963
Ab 1949 richtete der Bremer Fußball-Verband einen eigenständigen Spielbetrieb aus. Zur Saison 1949/50 startete die Amateurliga Bremen mit 14 Vereinen; ab 1955 spielte sie mit 15 Vereinen. Die Liga war die nächstniedrigere Klasse unter der Fußball-Oberliga Nord und somit bis 1963 zweithöchste Klasse. Der Aufstieg war möglich über eine Aufstiegsrunde mit Vereinen der Amateurligen von Niedersachsen, Hamburg und Schleswig-Holstein. Der Aufstieg in die Oberliga gelang nur 1948 Bremerhaven 93 und 1961 dem Bremer SV.

### 1963–1974
1963 mit Einführung der Bundesliga bei Auflösung der Oberliga Nord und Schaffung der Regionalliga Nord fiel die Liga auf den dritten Rang ab, blieb aber trotzdem weitgehend unverändert mit 15 Vereinen. Der Bremer Meister musste, um aufzusteigen, weiterhin Aufstiegsspiele gewinnen. Die Liga spielte ab 1973 mit 16 Vereinen.

### 1974–1994
Nach der Saison 1973/74 wurde die Regionalliga Nord zugunsten der 2. Bundesliga Nord aufgelöst. Die Oberliga Nord wurde in Norddeutschland neu eingeführt als 3. Spielklasse unterhalb der 2. Bundesliga. Dies bedeutete für die Amateurliga' eine Rückstufung zur 4. Spielklasse. Sie wurde in Verbandsliga Bremen umbenannt.

### 1994–2008
1994 wurde die Regionalliga Nord wieder eingeführt, nun als 3. Spielklasse. Die Oberliga Nord wurde in zwei Ligen geteilt, die Oberliga Niedersachsen/Bremen und die Oberliga Hamburg/Schleswig-Holstein. Für die Verbandsliga Bremen bedeutete dies einen weiteren Abstieg, nun zur 5. Spielklasse. Zum ersten Mal wurde aber ein direkter Aufstieg in eine nächsthöhere Klasse möglich. 2004 wurde die Wiedereinführung der Oberliga Nord anstelle zweier separater Oberligen beschlossen. Die Liga-Gewinner der Saison 2006/07, der Bremer SV und der FC Bremerhaven, erhielten keine Oberliga-Lizenz und stiegen daher nicht auf.

### Seit 2008
Mit Einführung der 3. Liga wurde die Oberliga Nord 2008 erneut aufgelöst und durch neugegründete oder bereits bestehende Ligen auf Verbandsebene der vier norddeutschen Länder ersetzt, die weiterhin unter der Regionalliga Nord angesiedelt sind. Seither hat die Liga den Status einer Oberliga auf der fünften Ebene des Ligensystems und meist unter Beibehaltung der Bezeichnung Bremen-Liga. Der Bremer Meister kann nur über Aufstiegsspiele mit den Liga-Gewinnern von Hamburg und Schleswig-Holstein aufsteigen.
Seit der Saison 2008/09 spielten drei Teams aus Bremen über der Bremen-Liga:
- Werder Bremen (Bundesliga)
- Werder Bremen II (3. Liga)
- FC Oberneuland (Regionalliga Nord)

Mit nur etwa 75 Mitgliedsvereinen ist der Bremer FV der kleinste DFB-Landesverband, gefolgt vom Saarländischen Fußballverband mit rund 390 Vereinen.
Zur Saison 2017/18 erhielt die Liga erstmals einen Titelsponsor, das Stuhrer Unternehmen Stark Gebäudereinigung GmbH. Für mindestens drei, maximal fünf Jahre sollte die Liga deshalb den Namen Stark Bremen-Liga tragen. Das Sponsoring endete mit Ablauf der Saison 2018/19 vorzeitig, da der Titelsponsor ein vorzeitiges Kündigungsrecht wahrnahm, das er für den Fall innehatte, dass die erhoffte Werbewirkung nicht eintritt.

## Position der Bremen-Liga im Ligasystem
| Jahre     | Klasse | Unterhalb von                               |
| --------- | ------ | ------------------------------------------- |
| 1947–1963 | II     | Oberliga Nord                               |
| 1963–1974 | III    | Regionalliga Nord                           |
| 1974–1994 | IV     | Oberliga Nord                               |
| 1994–2004 | V      | Oberliga Nord, Staffel Niedersachsen/Bremen |
| 2004–2008 | V      | Oberliga Nord                               |
| seit 2008 | V      | Regionalliga Nord                           |

## Gründungsmitglieder der Amateurliga Bremen
In der Saison 1947/48 startete die damalige Amateurliga Bremen mit 13 Vereinen, von denen acht aus Bremen und fünf aus Niedersachsen stammten.
- TuS Arsten
- TSV Bassum  N
- Blumenthaler SV
- VfB Komet Bremen
- TuRa Bremen
- Bremerhaven 93
- ATS Bremerhaven
- Cuxhavener SV  N
- Delmenhorster BV  N
- SSV Delmenhorst  N
- Hastedter TSV
- SV Hemelingen
- VfL Visselhövede  N

## Meister der Bremen-Liga
Fett geschriebene Mannschaften schafften den Aufstieg in die nächsthöhere Spielklasse. 
- 1947/48 Bremerhaven 93
- 1948/49 SV Hemelingen
- 1949/50 Blumenthaler SV
- 1950/51 Blumenthaler SV
- 1951/52 Blumenthaler SV
- 1952/53 Bremen 1860
- 1953/54 Bremen 1860
- 1954/55 Bremen 1860
- 1955/56 Bremer SV
- 1956/57 Werder Bremen Amateure  1
- 1957/58 Bremer SV
- 1958/59 Blumenthaler SV
- 1959/60 Polizei SV Bremen
- 1960/61 Bremer SV
- 1961/62 Werder Bremen Amateure  2
- 1962/63 AGSV Bremen
- 1963/64 Blumenthaler SV
- 1964/65 Bremer SV
- 1965/66 Eintracht Bremen
- 1966/67 Werder Bremen Amateure  3
- 1967/68 Werder Bremen Amateure  4
- 1968/69 Bremerhaven 93 Amateure  2
- 1969/70 Polizei SV Bremen
- 1970/71 Polizei SV Bremen
- 1971/72 Blumenthaler SV
- 1972/73 Blumenthaler SV
- 1973/74 Blumenthaler SV  5
- 1974/75 OT Bremen
- 1975/76 Werder Bremen Amateure
- 1976/77 SGO Bremen
- 1977/78 Bremer SV
- 1978/79 Blumenthaler SV
- 1979/80 SFL Bremerhaven
- 1980/81 FT Geestemünde
- 1981/82 SFL Bremerhaven
- 1982/83 Bremer SV
- 1983/84 SC Vahr
- 1984/85 Bremer SV
- 1985/86 Bremer SV
- 1986/87 FC Mahndorf
- 1987/88 SFL Bremerhaven
- 1988/89 Blumenthaler SV
- 1989/90 OT Bremen
- 1990/91 OT Bremen
- 1991/92 SFL Bremerhaven
- 1992/93 FC Bremerhaven
- 1993/94 FC Bremerhaven  6
- 1994/95 Vatan Spor Bremen
- 1995/96 FC Oberneuland
- 1996/97 Blumenthaler SV
- 1997/98 Werder Bremen Amateure II
- 1998/99 Bremer TS Neustadt
- 1999/00 SC Weyhe
- 2000/01 SC Weyhe
- 2001/02 FC Bremerhaven
- 2002/03 SC Weyhe
- 2003/04 Vatan Spor Bremen
- 2004/05 SC Weyhe  7
- 2005/06 FC Oberneuland
- 2006/07 Bremer SV
- 2007/08 FC Bremerhaven
- 2008/09 Brinkumer SV
- 2009/10 Werder Bremen III
- 2010/11 Werder Bremen III
- 2011/12 FC Oberneuland
- 2012/13 Werder Bremen III
- 2013/14 Bremer SV
- 2014/15 Bremer SV
- 2015/16 Bremer SV
- 2016/17 Bremer SV
- 2017/18 Brinkumer SV
- 2018/19 Bremer SV
- 2019/20 FC Oberneuland
- 2020/21 Saison annulliert  8
- 2021/22 Bremer SV
- 2022/23 FC Oberneuland  9
- 2023/24 Werder Bremen II
- 2024/25 SV Hemelingen

## Bremen-Liga 2025/2026
Für die Spielzeit 2025/26 haben sich bislang Vereine sportlich qualifiziert:
- der unterlegene Teilnehmer an den Aufstiegsspielen zur Regionalliga Nord:
  -  SV Hemelingen
- die verbliebenen Mannschaften aus der Vorsaison:
  -  ESC Geestemünde
  -  OSC Bremerhaven
  -  Brinkumer SV
  -  TV Eiche Horn
  -  Blumenthaler SV
  -  FC Oberneuland
  -  FC Union 60 Bremen
  -  SG Aumund-Vegesack
  -  TS Woltmershausen
  -  Bremer TS Neustadt
  -  Werder Bremen III
  -  Habenhauser FV
  -  Vatan Sport Bremen
- die Aufsteiger aus der Landesliga Bremen 2024/25:
  -  Leher Turnerschaft
  -  ATSV Sebaldsbrück